# زيواري (أمجز)
زیواري (بالفارسية: زیواری) هي منطقة سكنية تقع في إيران في قسم أمجز الريفي.